# Demo? Or Demolition?
Demo? Or Demolition? è il terzo EP di Money Mark, pubblicato nel 2004 dall'etichetta Chocolate Industries.

## Tracce
1. Livid in a Madman's Hell – 3:02
2. Burn Away – 3:52
3. Three O'clock – 3:07
4. Break Open My Shells – 2:50
5. Nice 2 Me – 2:12
6. Never Bend – 2:09

## Formazione (in ordine alfabetico)

### Basso
- Hal Cragin

### Batteria
- Alfredo Ortiz

### Chitarra
- Smokey Hormel

### Design e fotografia
- Ben Drury

### Flauto
- Stuart Wylen

### Fotografia
- B+

### Percussioni
- Eric Bobo
- Alfredo Ortiz
- Zack Young

### Produttori
- Jim Abbiss
- Mario Caldato Jr.
- Money Mark
- Craig Silvey

### Sassofono
- Steve Berlin

### Voce
- Cava